# Katharine Alexander
Katharine Alexander (22 de septiembre de 1898-10 de febrero de 1981) fue una actriz estadounidense que trabajó en teatro y cine. Apareció en 44 películas entre 1930 y 1951. Su nombre a menudo era pronunciado como Katherine.

## Biografía
Alexander nació en Fort Smith (Arkansas), Alexander tenía rasgos indio cheroqui. Durante su juventud, tenía planeado ser concertista, sin embargo, Samuel Goldwyn vio a Katharine en un recital de violín y decidió darle una oportunidad en el teatro. Empezó a trabajar en Broadway, aunque después se trasladó en la industria cinematográfica en 1930.

## Producciones teatrales
Alexander debutó su carrera teatral en A Successful Calamity, la obra fue protagonizada por William Gillette. Alexander actuó juntó con Paul Muni interpretando a Linda Loman en una producción de Death of a Salesman, la obra se realizó en el Phoenix Theatre y fue estrenada el 28 de julio de 1949, la obra fue dirigida por Elia Kazan.[cita requerida]

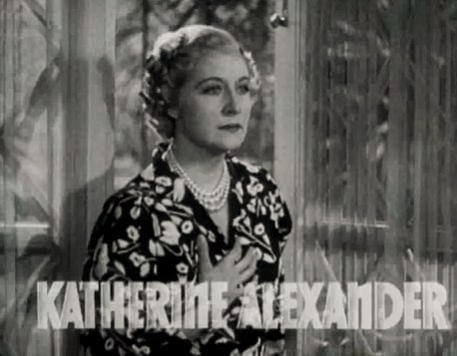
Tráiler de Moonlight Murder (1936)

Sus apariciones en Broadway incluyen Time for Elizabeth (1948), Little Brown Jug (1946), Letters to Lucerne (1941), The Party's Over (1933), Honeymoon (1932), Best Years (1932), The Left Bank (1931), Stepdaughters of War (1930), Hotel Universe (1930), The Boundary Line (1930), Little Accident (1929), The Queen's Husband (1928), Hangman's House (1926), Gentle Grafters (1926), The Call of Life (1925), Arms and the Man (1925), It All Depends (1925), Ostriches (1925), The Stork (1925), That Awful Mrs. Eaton (1924), Leah Kleschna (1924), Chains (1923), Love Laughs (1919), Good Morning, Judge (1919), y A Successful Calamity (1917).

## Vida personal
El 5 de enero de 1926, Alexander se casó con el productor William A. Brady Jr. en la ciudad de Nueva York. Brady era conocido por ser hijo de William A. Brady y Grace George. La pareja tuvo una hija, Barbara Alexander Brady, quién se convirtió en actriz.

## Muerte
Alexander murió en Tryon (Carolina del Norte), el 10 de febrero de 1981. Alexander fue enterrada dos días después en el cementerio de Forest Park ubicado en Fort Smith.[cita requerida]

## Filmografía
- Should Ladies Behave (1933) - Mrs. Winifred Lamont
- Death Takes a Holiday (1934) - Alda
- The Barretts of Wimpole Street (1934) - Arabel Barrett
- Operator 13 (1934) - Pauline
- The Painted Veil (1934) - Mrs. Townsend
- Enchanted April (1935) - Mrs. Rose Arbuthnot
- After Office Hours (1935) - Julia Patterson
- Cardinal Richelieu (1935) - Queen Anne
- Alias Mary Dow (1935) - Evelyn Dow
- The Girl from 10th Avenue (1935) - Valentine French Marland
- Ginger (1935) - Mrs. Elizabeth Parker
- She Married Her Boss (1935) - Gertrude Barclay
- Splendor (1935) - Martha Lorrimore
- Sutter's Gold (1936) - Anna Sutter
- Moonlight Murder (1936) - Louisa Chiltern
- The Devil Is a Sissy (1936) - Hilda Pierce
- Reunion (1936) - Mrs. Crandall
- As Good as Married (1937) - Alma Burnside
- The Girl from Scotland Yard (1937) - Lady Helen Lavering
- Aquella mujer (That Certain Woman, 1937) - Mrs. Rogers
- Stage Door (1937) - Cast of Stage Play
- Double Wedding (1937) - Claire Lodge
- Rascals (1938) - Mrs. Agatha Adams
- The Great Man Votes (1939) - Miss Billow
- Broadway Serenade (1939) - Harriet Ingalls
- In Name Only (1939) - Laura
- Three Sons (1939) - Abigail Pardway
- The Hunchback of Notre Dame (1939) - Madame de Lys
- Anne of Windy Poplars (1940) - Ernestine Pringle
- Dance, Girl, Dance (1940) - Miss Olmstead
- Play Girl (1941) - Mrs. Dice
- Sis Hopkins (1941) - Clara Hopkins
- Angels with Broken Wings (1941) - Charlotte Lord
- The Vanishing Virginian (1942) - Marcia Marshall
- On the Sunny Side (1942) - Mrs. Mary Andrews
- Small Town Deb (1942) - Mrs. Randall
- La extraña pasajera (Now, Voyager, 1942) - Miss Trask
- The Human Comedy (1943) - Mrs. Steed
- Kiss and Tell (1945) - Janet Archer
- For the Love of Mary (1948) - Miss Harkness
- John Loves Mary (1949) - Phyllis McKinley